# Frank G. Gerigk
Frank G. Gerigk (* 1963 in Radolfzell am Bodensee) ist ein deutscher Publizist, Autor und Herausgeber.

## Leben
Nach seinem Abitur am Friedrich-Hecker-Gymnasium in Radolfzell studierte er von 1984 bis 1991 an der Johannes Gutenberg-Universität Mainz Geologie/Paläontologie. Seine Diplomarbeit machte er auf dem Gebiet der Ingenieurgeologie und der Ingenieur-Geophysik. Danach arbeitete er als Gutachter im Erd- und Grundbau und als Chefredakteur verschiedener Institutszeitschriften. Von 2000 bis 2014 war er PR-Leiter der Firma Paschal in Steinach, eines mittelständischen Betriebs der Bauzuliefererindustrie. Seit 1996 publizierte er mehr als 4.000 Fach- und PR-Artikel in Fachzeitschriften, Internet und Tageszeitungen sowie einige Tausend Fotos, darunter über 50 Titelbilder, meist auf dem Gebiet der Bautechnik.
Auf literarischem Gebiet publizierte er seit 1995 über 50 Kurzgeschichten. Mehrfach wurden seine Geschichten für den Kurd-Laßwitz-Preis oder den Deutschen Science Fiction Preis nominiert. Die verwendeten Genres sind dabei Phantastik und Science-Fiction, seltener Krimi, Fantasy und Horror.
Gerigk war Mitglied des AutorenNetzwerkes Ortenau-Elsass mit Sitz in Oberkirch und ist Teil der Autorengruppe Phantastischer Oberrhein.

## Bibliografie
Belletristik
- Als ich in der Fernsehwelt war. (= Belletristische Reihe. 32). Erzählungen. CD-ROM. EDFC, 2008, ISBN 978-3-939914-04-4.
- Gesetztheiten. (= AndroSF 177). Erzählungen. p.machinery, 2023, ISBN 978-3-95765-334-5.

Kurzgeschichten (Auswahl)
- Die CO2-Verschwörung. In: Wagnis 21. Anthologie. Mut-Verlag, Asendorf 2002, ISBN 3-89182-078-X.
- Der Schacht. In: Jörg Weigand (Hrsg.): Phantastischer Oberrhein. Band I, Anthologie. Schillinger-Verlag, 2008, ISBN 978-3-89155-339-8.
- Der Beweis. In: Jörg Weigand (Hrsg.): Phantastischer Oberrhein. Band II, Anthologie. Schillinger-Verlag, 2010, ISBN 978-3-89155-359-6.
- Sasquatch. In: Jörg Weigand (Hrsg.): Zwei Engel der Nacht. Anthologie. Fabylon-Verlag, 2011, ISBN 978-3-927071-33-9.
- Samen. In: Frank G. Gerigk, Petra Hartmann (Hrsg.): Drachen! Drachen! Anthologie. Blitz-Verlag, 2012, ISBN 978-3-89840-339-9.
- Höri-Bülle. In: Bettina Hellwig (Hrsg.): Die Mörderin vom Bodensee. 26 Krimis, 26 Rezepte. Wellhöfer Verlag, 2016, ISBN 978-3-95428-185-5.
- Wer fehlt denn da? In: Thomas Le Blanc, Monika Niehaus (Hrsg.): Im Garten des  Hieronymus. (= Phantastische Kürzestgeschichten. 16). Phantastische Bibliothek Wetzlar, 2016.
- Frohlocken. In: Rainer Schorm & Jörg Weigand (Hrsg.): Vergangene Zukunft. Thomas R. P. Mielke zum achtzigsten Geburtstag. (= AndroSF. 118). p.machinery, Winnert 2020, ISBN 978-3-95765-185-3.
- Barsoom-11. In: Karla Weigand & Rainer Schorm (Hrsg.): In 80 Jahren um die Welt. Jörg Weigand zum Jubeltage. (= AndroSF. 134). p.machinery, Winnert 2020, ISBN 978-3-95765-223-2.
- Lockstoff. In: Michael Haitel, Jörg Weigand (Hrsg.): Visionen & Wirklichkeit. Rainer Eisfeld zum 80. Geburtstag. (= AndroSF. 139). p.machinery, Winnert 2021, ISBN 978-3-95765-232-4.
- (Ein Tütchen) Sel de bain. In: Thomas Le Blanc (Hrsg.): Salz. (= Phantastische Kürzestgeschichten. 53). Phantastische Bibliothek Wetzlar, 2021.
- Betr.: Landung auf Draconis Gamma. In: Thomas Le Blanc (Hrsg.): Der Drache ist in der Welt. (= Phantastische Kürzestgeschichten. 54). Phantastische Bibliothek Wetzlar, 2021.
- Thoms Weg. In: Monika Niehaus, Jörg Weigand, Karla Weigand (Hrsg.): PHANTASTISCH! PHANTASTISCH! - Thomas Le Blanc zum 70. Geburtstag. (= AndroSF. 146). p.machinery, Winnert 2021, ISBN 978-3-95765-248-5.
- Die größte Geschichte In: Thomas Le Blanc (Hrsg.): Im Garten der zweiten Schöpfung (= Phantastische Kürzestgeschichten. 81). Phantastische Bibliothek Wetzlar, 2024.
- Sternenweg. In: Marianne Labisch (Hrsg.): Rock Planet (= AndroSF 204). p.machinery, Winnert 2024, ISBN 978-3-95765-404-5.

Novelle
- Der Achinäer. In: Peggy Weber-Gehrke (Hrsg.): Krieg der Mondvölker. 2019 Collection of Science Fiction Novellas. Verlag für Moderne Phantastik Gehrke VMPG, Liegau-Augustusbad 2020, ISBN 978-3-9818752-5-6.

Sachbuch
- Perry Rhodan-Illustrator Johnny Bruck. Marlon Verlag, 2013, ISBN 978-3-943172-18-8.

als Herausgeber
- mit Petra Hartmann: Drachen! Drachen! Anthologie. Blitz-Verlag, 2012, ISBN 978-3-89840-339-9.
- Der die Unsterblichen redigiert. Klaus N. Frick zum Fünfzigsten. p.machinery, Murnau 2013, ISBN 978-3-942533-78-2 (mit Beiträgen u. a. von Dirk van den Boom, Jörg Weigand, Hubert Haensel, Markus Heitz, Matthias Falke, Michael Marcus Thurner, Hermann Ritter, Uschi Zietsch und Andreas Eschbach)
- Die Welten des Rainer Erler. Anthologie. p.machinery, Murnau 2017, ISBN 978-3-95765-085-6.
- Die Welten des Jörg Weigand. Anthologie. p.machinery, Winnert 2021, ISBN 978-3-95765-222-5.